# Esfinge de Naxos
A Esfinge de Naxos, também conhecida como Esfinge dos Naxianos, é uma estátua de mármore com 2,22 metros de altura, representando uma criatura mítica com a cabeça de uma mulher, o peito e as asas compostos pelas penas de uma ave de rapina voltadas para cima, e o corpo de uma leoa. Atualmente, essa peça está exposta no Museu Arqueológico de Delfos. A esfinge originalmente ficava no topo de uma coluna de 10 metros de altura, que culminava em um dos primeiros capitéis jônicos, sendo erguida ao lado do Templo de Apolo, em Delfos, centro religioso da Grécia Antiga, por volta de 560 a.C.
Os primeiros fragmentos da estátua foram escavados no santuário do Templo de Apolo em 1860, e o restante foi encontrado em 1893. A estátua foi colocada em uma estela como oferenda votiva ao Templo de Apolo pela cidade de Naxos, uma das ilhas Cíclades mais ricas da época. A altura total da estátua, incluindo a coluna e sua base, ultrapassava 12,5 metros.
No contexto da cultura grega, a esfinge, uma criatura com corpo de leão e rosto de mulher, era considerada possuidora de força feroz e era vista como guardiã, muitas vezes posicionada nas entradas dos templos. As representações das esfinges eram geralmente associadas a estruturas arquitetônicas, como túmulos reais ou templos religiosos.